# Nachal Achuza
Nachal Achuza (hebrejsky: נחל אחוזה) je vádí v severním Izraeli, v pohoří Karmel a v pobřežní nížině.
Začíná v nadmořské výšce přes 250 metrů nad mořem, v jižní části města Haifa, na zalesněných svazích lemovaných haifskými čtvrtěmi Achuza a Ramat Eškol. Odtud vádí směřuje k západu zalesněnou krajinou a prudce klesá do pobřežní nížiny. Zde je vádí svedeno do umělých vodotečí, které jsou zaústěny do Středozemního moře, přičemž úzký pruh pobřežní nížiny je z větší části stavebně využit.